# 비오는 미도스지
〈비오는 미도스지〉(일본어: 雨の御堂筋 아메노미도스지[*])는 타이완 출신의 가수 어우양페이페이의 일본 데뷔 싱글 앨범으로, 1971년 9월 5일 발매되었다. (7" Vinyl: TP-2517) 곡의 작사는 하야시 하루오 (林春生), 작곡은 더 벤처스, 편곡은 카와구치 마코토 (川口真)가 맡았다. B 사이드 곡은 〈사랑의 등불〉(愛のともしび 아이노토모시비[*])이며, 작사는 하시모토 준 (橋本淳), 작곡과 편곡을 츠츠미 쿄헤이 (筒美京平)가 담당했다.
곡은 오사카시의 미도스지를 배경으로 하고 있으며, 가사에는 혼마치 (本町), 은행나무길, 우메다 (梅田新道), 신사이바시 등 오사카에 소재한 여러 장소들이 등장한다.
이 곡은 1971년 11월 8일 오리콘 차트에서 처음 1위를 차지했으며, 이듬해 1월 3일까지 9주 연속으로 순위를 지켰다. 어우양페이페이는 이 곡으로 제13회 일본레코드대상에서 신인상을 수상했다. 한편, 곡은 미나미 사오리 (1971년), 나카자와 유코 (1998년) 등 수많은 아티스트들에 의해 리메이크 되었다.

## 수록곡
| #            | 제목                                 | 작사          | 작곡          | 편곡            | 재생 시간 |
| ------------ | ------------------------------------ | ------------- | ------------- | --------------- | --------- |
| 1.           | 〈〈비오는 미도스지〉〉 (雨の御堂筋) | 하야시 하루오 | 더 벤처스     | 카와구치 마코토 | 3:15      |
| 2.           | 〈〈사랑의 등불〉〉 (愛のともしび)   | 하시모토 준   | 츠츠미 쿄헤이 | 츠츠미 쿄헤이   | 3:26      |
| 총 재생 시간 | 총 재생 시간                         | 총 재생 시간  | 총 재생 시간  | 총 재생 시간    | 6:41      |